# Pantlion Sydler
Pantlion Sydler (auch: Banthleon, Pantlio, Pantaleon oder Panthaleon Sidler, * um 1460 in Esslingen am Neckar; † 1521 in Heidelberg) war ein deutscher Glocken- und Stückgießer.

## Leben
Pantlion Sydlers Vater, Panthaleon Sydler aus Zürich, auch Panthaleon Sydler der Ältere genannt, ließ sich in Esslingen nieder. Ab 1449 war er Schreiber und Landzinser im Esslinger Spital, 1474/75 sogar städtischer Spitalmeister. 1459 erhielt er das Bürgerrecht. Wahrscheinlich zur selben Zeit heiratete er Katharina Deschlerin. Daraus lässt sich als wohl frühestes anzunehmendes Geburtsjahr für den Sohn ungefähr 1460 erschließen. Dieser lernte sein Handwerk möglicherweise beim Esslinger Stückmeister Jacob. Die erste Sydler-Glocke, die sich datieren lässt, stammt aus dem Jahr 1480, und innerhalb der nächsten Jahre schuf Sydler in rascher Folge zahlreiche weitere und machte sich offenbar einen guten Namen. 1490 etwa wurde er vom Magistrat dem Adligen Martin von Tegenfeld zu Eybach als Glockengießer empfohlen; ebenso rühmte man ihn im Folgejahr gegenüber Hugo von Montfort als kundigen Stück- und Glockengießer.
1495 wurde er auf einer Reise nach Nürnberg überfallen und ausgeraubt. Daraufhin wurde Graf Eberhard im Bart als Protektor der Heimatstadt Sydlers aufgerufen, sich dafür einzusetzen, dass der Glockengießer wieder in den Besitz seiner Habe käme.

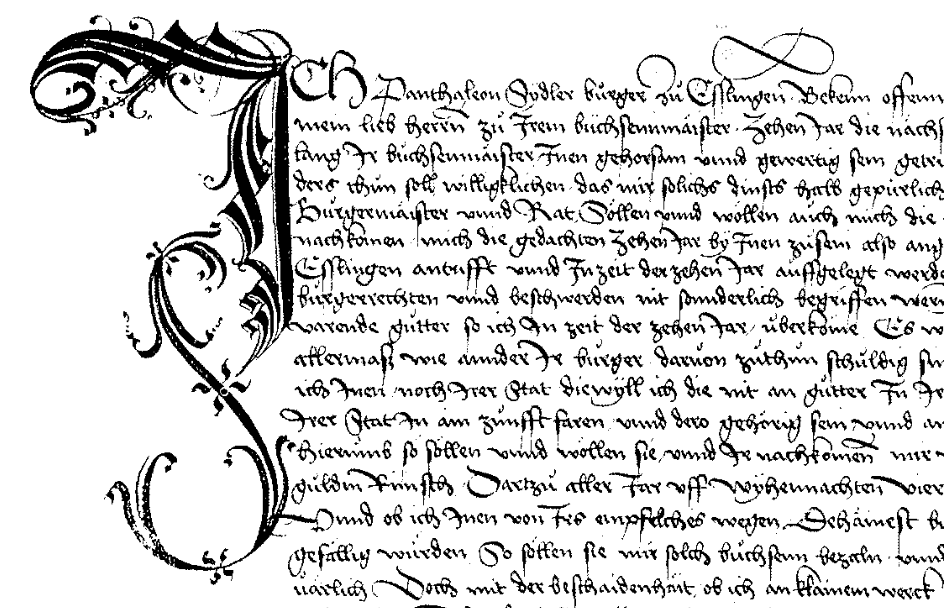
Ausschnitt aus dem Vertrag von 1507

1507 wurde er Büchsenmeister der Stadt Esslingen. Dieses Amt war auf zehn Jahre befristet, und Sydler bedang sich in dem Vertrag dazu aus, in dieser Zeit nicht außerhalb des Schwäbischen Bundes verliehen zu werden.
Pantlion Sydler wurde 1517 Kurfürstlicher Büchsenmeister und Gießer in Heidelberg, wo er einige Jahre später starb. Doch auch in seiner Heidelberger Zeit wurde er mitunter noch von seiner Geburtsstadt angefordert, so noch 1520, als es dort Büchsen zu gießen galt. Der Auftrag dazu war unter anderem an Sebastian, einen der Söhne Sydlers, ergangen; dieser war jedoch erkrankt und es stand zu befürchten, dass die Arbeit nicht mehr fristgerecht erledigt werden könnte.

## Nachkommen
Als Pantlion Sydler 1521 starb, hinterließ er mehrere Kinder und Enkel. Sein Sohn Konrad arbeitete als Glocken- und Büchsengießer in Biberach, der Sohn Sebastian führte die Werkstatt in Esslingen weiter, der Sohn Leonhard die Gießerei in Heidelberg. Nachdem Sebastian 1526 ermordet worden war, kehrte Leonhard nach Esslingen zurück, wo er bis mindestens 1535 noch als Gießer wirkte. Von ihm dürfte also die Glocke in Wessingen stammten, die im Jahr 1535 gegossen wurde. Seine Glocken sind mit Lenhart Seidler und Lenhart Seifer bezeichnet. Er verstarb 1544, wohl in Esslingen. Lenhart Seifer wird verschiedentlich nach abweichender Meinung auch mit dem Bruder des Bildhauers Hans Seyfer gleichgesetzt.

## Werke
Die von Pantlion Sydler gegossenen Glocken sind wohl leichter nachzuweisen als die Waffen, die er hergestellt hat. Eine Ausnahme stellt der „Narrenkopf“ dar, der Anfang des 20. Jahrhunderts bei Belgrad aus der Donau geborgen wurde: Paul Mauser informierte, wohl im Jahr 1911, die Stadt Esslingen über den Fund eines Geschützes, das von einem Valentin Siedler in Esslingen gegossen worden sei. Vier Jahre später traf eine weitere Anfrage in Sydlers Geburtsstadt ein, diesmal von Julius Caspart, der die Inschrift auf dem Fund mit „Naren Kopf heiß ich, der mir trout, den treff ich Panto Lydler goß mich zu Esslingen gegossen“ wiedergab, aber bereits Zweifel an der Schreibung des Namens äußerte und vermutete, der Schöpfer des Geschützes habe Ydler geheißen. Stadtarchivar Paul Eberhardt nahm 1924 an, dass beide Schreiben sich auf dasselbe Fundstück bezogen und der Hersteller Pantlion Sydler gewesen sein könne. Er spekulierte, das Geschütz sei entweder 1521 bei der Verteidigung gegen die Türken durch deutsche Hilfstruppen nach Belgrad gelangt oder später bei der Wiedereroberung Belgrads durch Prinz Eugen verwendet worden. Freilich war es auch Eberhardt, der darauf hinwies, dass einer von den drei namentlich bekannten Söhnen Pantlion Sydlers, Konrad, laut den Annales Biberacenses ein Geschütz namens Narrenkopf gegossen hatte, weshalb der Esslinger Stadtarchivar die Entscheidung, welches der beiden gleichnamigen Geschütze nun aus der Donau gezogen worden war, nicht treffen wollte. Schubert plädierte 1992 angesichts der Namensnennung auf dem Fund jedoch für Pantlion Sydler.
Die älteste nachweisbare Sydler-Glocke wurde im Jahr 1480 gegossen und befindet sich in Baiersbronn.
Die älteste signierte Glocke Pantlion Sydlers hängt in der evangelischen Kirche in Krummhardt. Sie stammt aus dem Jahr 1487 und trägt die Inschrift „+ osana. hais. ich. pantlion. sidler. von. eslingen. gos. mich. do. man. zalt. m. cccc. lxxxvii. iar.“ Diese Glocke mit einem Durchmesser von 52 cm ist auf den Ton g gestimmt.
Aus dem Jahr 1492 stammt die Osanna-Glocke in der Pfarrkirche St. Simon und Judas in Heutingsheim. Sie ist 88 cm hoch und hat einen Radius vom 51 cm. Ihre Inschrift las Heinz Schubert 1992 wie folgt: „,Osanna. hais. ich. pantlion. sidler. uon. esling. gos. mich. im. mcccclxxxxii. iar. und. im. namen. ihs. und. maria“; Oskar Paret hatte sich einige Jahrzehnte zuvor an dieser Inschrift versucht, aber den Vornamen Pantlion offenbar nicht erkannt und den Ortsnamen mit doppeltem s wiedergegeben. Die Glocke wurde während der beiden Weltkriege nicht eingeschmolzen – womöglich deswegen, weil man den Turm von St. Simon und Judas hätte demolieren müssen, um sie daraus zu entfernen.
Eine gesprungene Sydler-Glocke war 1924 noch in Esslingen vorhanden. Sie war mit folgender Inschrift versehen: „in. de. name. unsers. hern. iehsu. christy. und. in. unser. liebe froen. er. gos. mich. pantlio. sidler. uo. essling. 1496“.
Zwei Sydler-Glocken in Darmsheim sind in der Beschreibung des Oberamtes Böblingen von Karl Eduard Paulus aus dem Jahr 1850 verzeichnet. Für die größere wird die Umschrift „in. sant. Lux. und. sant. Marx. und. sant. Johannes. und. in. sant. Mateus. gos. mich Pantlion. Sydler. zuo. Esslingen. im 1510 Jar. amen.“ angegeben, während die kleinere schon im 15. Jahrhundert geschaffen wurde, wie ihre Inschrift bezeugt: „Lucas. Marcus. Johannes. Mateus. Pantlion Sidler von Esslingen gos mich do man zahlt 1485.“
Die Sydlerglocke der Eusebiuskirche in Wendlingen am Neckar wurde 1501 gegossen. Sie wurde 1948 nach den Wirren des Zweiten Weltkriegs in einem Glockenlager in Hamburg gefunden und konnte wieder nach Wendlingen zurückgebracht werden. Sie hat die Umschrift „Es goss mich Pantlion Sidler von Esslingen im XV Hundertund 1 Jahr zu der Er unsrer lieben Fraven, (F) Sant Luc. - Sant Marc. - Sant Johanes - Sant Matthaus.“
Aus dem Jahr 1502 stammt das „Silberglöcklein“ der Stuttgarter Stiftskirche, das wie die Heutingsheimer Glocke in seiner Umschrift als „Osanna“ bezeichnet wird. Darüber hinaus ist aus demselben Jahr noch eine weitere Glocke in der Ottilienkirche in Unterbettringen nachgewiesen, die als Inschrift „in. sant. lvx. marx. iohnnes. mathevs. vnd. in. sant. ottilga. er. [sic!] gos. mich. pantlion. sidler. von esslinen. im XV. hvndert. vnd. zway. iar.“ trägt. Nur zwei Jahre später fertigte er eine Glocke für St. Cyriakus in Oberbettringen an.
1503 wurde die Glocke von St. Laurentius in Burgstetten gegossen.
Die Göppinger Ulrichskapelle ist im Besitz von zwei eher kleinen Sydler-Glocken. Aus dem Jahr 1507 stammt das 45 kg schwere Exemplar, eine weitere, etwas schwerere Glocke goss Sydler 1517.
In der evangelischen Kirche Schlierbach hängt eine 84 cm hohe Glocke mit einem Durchmesser von 90 cm, die aufgrund ihrer Inschrift früher auf 1470 datiert wurde, aber wohl ins Jahr 1510 gehört. Ihre Inschrift in gotischer Minuskel lautet „+ · sant · lvx · sant · marx · sant · iohanes · sant · mathevs · er · gos · mich · pantlion · sydler · von · esslingen · anno · d(omi)ni · 1510“. Ein weiteres Datierungsproblem tritt bei einer Glocke in Hörschweiler auf, die laut der Beschreibung des Oberamts Freudenstadt aus Thumlingen stammen sollte und für die folgende Inschrift zitiert wird: „in sant Luc, Marc, Johannes, Matthäus Er gos mich Pantlion Sydler zuo Eßlingen im 1524 Jar“. Diese Jahresangabe ist aber nicht mit Sydlers Lebensdaten in Einklang zu bringen.
Die Gruibinger Sydler-Glocke stammt aus dem Jahr 1511, ebenso die Glocke auf dem Römerturm in Haigerloch.
In der evangelischen Kirche in Tailfingen hängt eine der – nach dem Bekunden der Kirchengemeinde – schönsten Sydler-Glocken. Diese es'-Glocke ist die zweitgrößte Glocke im Dekanat Herrenberg; die größte befindet sich in der Stiftskirche in Herrenberg. Die Tailfinger Sydlerglocke ist neben einer Glocke der Lorcher Stadtkirche die größte erhaltene Glocke, die Pantlion Sydler schuf. 1512 gegossen, hat sie einen Durchmesser von 137 cm und ein Gewicht von 32 Zentnern, die Inschrift in Minuskeln lautet in moderner Rechtschreibung „O süßer Name Jesus, o süßer Name Maria, seid gnädig und in St. Lukas, Markus, Johannes, Mätthäus. Er goß mich, Pantlion Sydler zu Esslingen im 1512. Jahr“. Diese Umschrift ließ die Vermutung aufkommen, dass die Glocke ursprünglich für eine andere Kirche hergestellt worden war, da die Tailfinger Kirche nicht Maria, sondern Afra geweiht war.
Ebenfalls 1512 goss Sydler die große Glocke, die für die Pfarrkirche in Weitlingen bezeugt ist. Er gab ihr laut der Beschreibung des Oberamts Horb eine Inschrift, die „in sant luc, sant marc, sant johannes, sant matheus er goß mich pantlion sydler von eßlingen als man zalt 1512 jar amen“ lautete.
Aus dem Jahr 1513 stammt die sogenannte Mandelbergglocke, die ursprünglich in der Peter-und-Paul-Kirche in Pfalzgrafenweiler hing. Die 886 Kilogramm schwere Glocke wurde angeblich in der Zeit des Dreißigjährigen Krieges abgenommen und bei der Ruine Mandelberg eingegraben; später kam sie an ihren alten Platz zurück. Im Ersten und im Zweiten Weltkrieg wurde sie aufgrund ihres Alters und Wertes nicht eingeschmolzen. Heute befindet sich die in ges’ gestimmte Glocke in der Weilermer Jakobskirche. Sie trägt die Inschrift „in sant luc, sant marc, sant johanes und in sant matheus er gos mich pantlion Sydler zu Esslingen anno domini 1513 jar amen“.
Die 74 cm hohe Bad Ditzenbacher Sydler-Glocke stammt aus dem Jahr 1515 und wird als Evangelistenglocke bezeichnet. Ihre Inschrift lautet: „in sant luc sant marc sant joannis sant matheus er gos mich pantlion sydler zuo esslingen anno dni 1515 iar“. Sie hängt in der Auendorfer Stephanuskirche. 1516 goss Pantlion Sydler eine Glocke für die Kirche in Dettingen, Oberamt Rottenburg.